# Giancarlo Maria Bregantini
Giancarlo Maria Bregantini, C.S.S. (Denno, 28 de setembro de 1948) é Arcebispo emérito de Campobasso-Boiano.
Giancarlo Maria Bregantini ingressou na Ordem dos Estigmatinos, emitiu a profissão em 13 de junho de 1974 e foi ordenado sacerdote em 1º de julho de 1978.
O Papa João Paulo II o nomeou Bispo de Locri-Gerace em 12 de fevereiro de 1994 e foi empossado em 7 de maio do mesmo ano. O Arcebispo de Crotone-Santa Severina, Giuseppe Agostino, ordenou-o bispo em 7 de abril do mesmo ano; Os co-consagradores foram Vittorio Luigi Mondello, Arcebispo de Reggio Calabria-Bova, e Giovanni Maria Sartori, Arcebispo de Trento. Ele escolheu Dominus meus et Deus meus como lema. 
Em 8 de novembro de 2007 foi nomeado pelo Papa Bento XVI como Arcebispo de Campobasso-Boiano e empossado em 20 de janeiro do ano seguinte.
Giancarlo Bregantini, também conhecido como crítico da Máfia, escreveu os textos das 14 Estações da Cruz, que o Papa Francisco rezou no Coliseu na Sexta-feira Santa de 2014.